# Schuppungsgrad

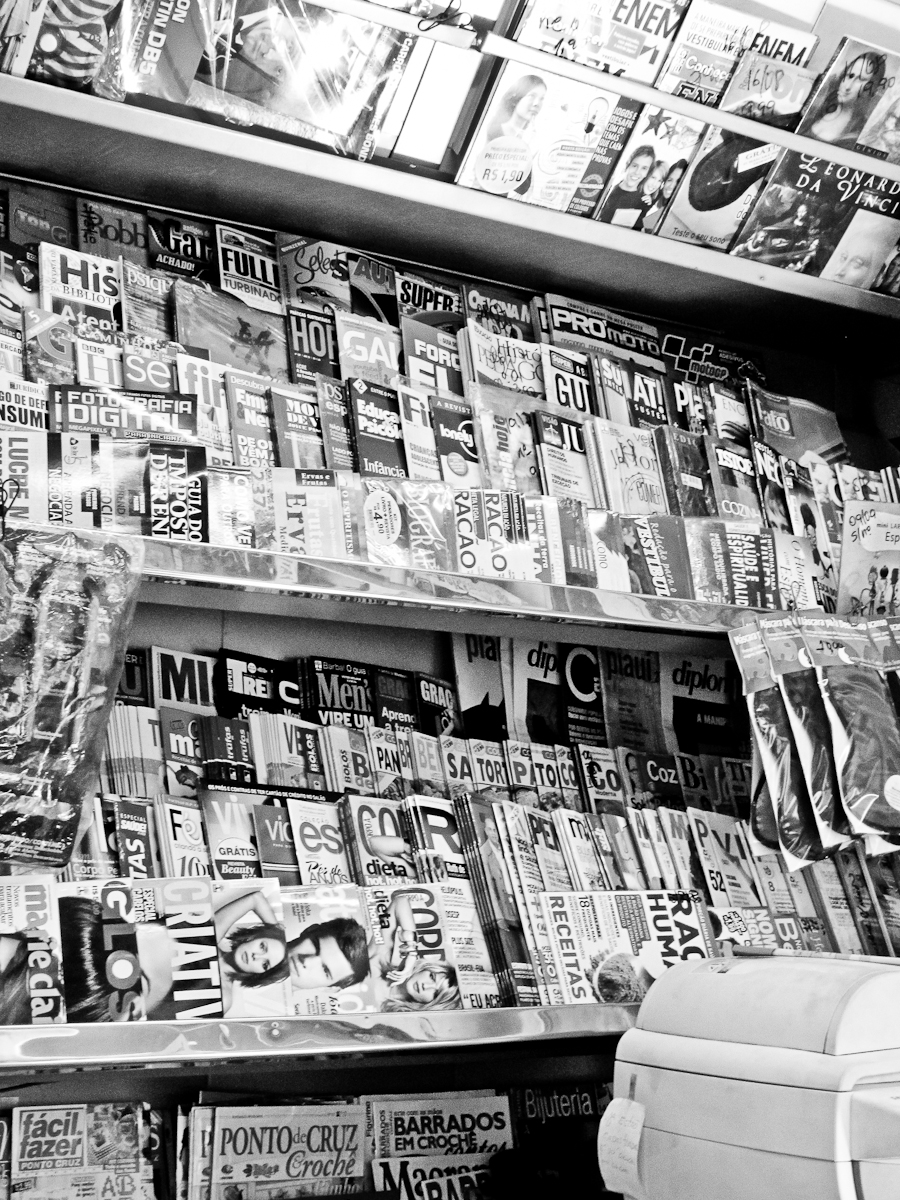
Auslage von Zeitschriften im Einzelhandel

Der Schuppungsgrad ist ein Begriff aus dem Zeitschriftenhandel.
Um die Regalfläche im Handel optimal auszunutzen, werden die Zeitschriften überlappend nebeneinander gelegt. Der Schuppungsgrad ist die rechnerische Maßgröße der Präsentationsfläche je Objekt und gibt an, wie viel von jedem Titelblatt sichtbar ist. Damit bestimmt er das Verhältnis von Platzverbrauch im Regal und Kaufanreiz gegenüber dem Kunden. Er wird in Zentimetern gemessen. Je geringer der Schuppungsgrad, desto mehr Fläche steht für den einzelnen Titel zur Verfügung.
Die Zeitschriften werden so ausgelegt, dass jeweils der linke Teil des Titelblatts zu sehen ist, da sich dort meist der Titel und das Logo der Zeitschrift befindet.
Im Jahr 2009 lag der rechnerische Schuppungsgrad laut Einzelhandelstrukturanalyse (EHASTRA) bei 9,0 cm, 2010 bei 9,06 cm.

## Einzelbelege
1. ↑  EHASTRA 2009 (Memento vom 27. September 2010 im Internet Archive): Art und Weise der Präsentation von Zeitungen und Zeitschriften innerhalb der Presseverkaufsstellen „Die rechnerische Maßgröße der Präsentationsfläche je Objekt – der „Schuppungsgrad Zeitschriften“ – ist von 8,7 auf nun 9,0 cm gestiegen.“
2. ↑  EHASTRA 2010 (Memento vom 28. September 2011 im Internet Archive): Art und Weise der Pressepräsentation „Die rechnerische Maßgröße der Präsentationsfläche je Objekt, der so genannte  „Schuppungsgrad Zeitschriften“,  konnte von 8,93 auf nun 9,06 cm gesteigert werden.“